# Andreas Taubert
Andreas Taubert (* 1964 in Leipzig) ist ein deutscher Fotograf.
Als Jugendlicher besuchte Taubert unter anderem die Kinder- und Jugendsportschule Frankfurt (Oder), wo er Zimmergenosse von Henry Maske war. Danach lernte er Feinmechaniker, begann aber schon in diesen Jahren mit Sportfotografie. Ende der 1980er-Jahre arbeitete er als Fotoreporter für DDR-Zeitungen wie die Junge Welt und das Magazin Neues Leben.
Seitdem hat er für verschiedene Magazine und Unternehmen gearbeitet. In der Vergangenheit hat er speziell die Entwicklungsprojekte (Magazine) von Gruner + Jahr AG und Heinrich Bauer Verlag als Fotograf mit aufgebaut. Als einem der wenigen Fotografen war es ihm gestattet, mehrmals in Nordkorea zu fotografieren. Er engagiert sich seitdem für dieses Land und sammelt für die Welthungerhilfe Spendengelder durch Fotoausstellungen und Vorträge. Nach seiner fotojournalistischen Arbeit konzentriert er sich heute auf die Werbefotografie. Er ist dabei in Berlin und in Mainz tätig. Andreas Taubert wurde der „Kulturpreis 2005“ für Fotografie von der Stiftung Kultur im Landkreis Mainz-Bingen verliehen. Er ist Mitglied der Foto-Agentur „Bilderberg – Archiv der Fotografen“.

## Ausstellungen
- 1998 Rathaus Hamburg „100 Fotos für die Pressefreiheit“
- 1998 Bilderberg „the next generation“
- 1999 PPS – Galerie Berlin „so war´s ...“
- 1999 PPS – Galerie Dresden „so war´s ...“
- 2000 Sparkasse MOL „so war´s ...“
- 2003 Berlin Hackesche Höfe „Nordkorea“
- 2005 Haus der Commerzbank, Pariser Platz: „Impressionen aus Nordkorea - Leben, Land und Leute“. Veranstaltet von der Commerzbank und der Deutsch-Koreanischen Gesellschaft e.V.[3]
- 2005 Frankfurter Buchmesse „Nordkorea“
- 2005 Zeitgeschichtliches Forum Leipzig „Nordkorea - Das letzte kommunistische Regime“
- 2008 Köln Photokina „Nordkorea, Freiheit hinter Gittern“

## Bücher mit Bildern von Andreas Taubert
- Christoph Moeskes (Herausgeber): Nordkorea – Einblicke in ein rätselhaftes Land. Ch. Links Verlag, Berlin 2004. ISBN 3-86153-318-9. (Beiträge von 22 Autoren auf 224 Seiten mit 22 s/w Abbildungen)
- Susan Arndt (Herausgeberin): Berlin, Mainzer Strasse – „wohnen ist wichtiger als das Gesetz“. Basis-Druck Verlag, Berlin 1992. ISBN 3-86163-020-6. (261 Seiten, mit 87 Dokumenten und Fotos, unter anderem von Harald Hauswald, Merit Pietzker und Heinrich Zille.)
- Horst Fiedler: Boxen – eine Anleitung für die Ausbildung der Anfänger. Sportverlag, Berlin (DDR) 1974. (174 Seiten mit 94 Illustrationen und graphischen Darstellungen)
- Bilderbergfocus. Focus Verlag, ohne Jahr. (Präsentationsbuch der Fotoagentur)